# Фтероти
Фтеротѝ (на гръцки: Φτερωτή) е селище в Северна Гърция, на полуостров Ситония. Селото е част от дем Ситония на област Централна Македония и според преброяването от 2001 година има 12 жители. Разположено е на западния бряг на Светогорския залив, на няколко километра югоизточно от Ормос Панагияс и на няколко километра северозападно от Вурвуру.